# Kokacserje
A kokacserje (Erythroxylum, Erythroxylon) a kétszikűek osztályában a  vörösfafélék (kokacserjefélék, Erythroxylaceae) családjának egyik nemzetsége.

## Termesztése
A közönséges és a columbiai kokacserjét a levelükben található alkaloidokért (főként kokain) ősidők óta termesztik. Mindkettő Dél-Amerikában őshonos, fő termesztőkörzetük a perui és kolumbiai Andok, és Bolívia. Más trópusi területeken (Indonézia, Srí Lanka) is termesztik szigorú törvényi ellenőrzés mellett. A kb. 0,25-2,25% alkaloidot tartalmazó leveleket évente 3-4-szer szedik, rögtön szárítják. A kokacserje szárított leveleit (koka) a perui és bolíviai indiánok évszázadok óta rágják élénkítőszerként.

## Hatásai
A levélből felszabaduló alkaloidok stimulálják az agykéreg működését, fogyasztóján nyugtalanság, izgalom vesz erőt, fokozódik az izmok fizikai teherbírása. Kis mennyisége megszünteti az éhséget, szomjúságot, fáradtságot. A véredények összehúzódásával segít a testhőmérséklet megőrzésében. Nagyobb mennyiségben, hosszabb ideig fogyasztva szorongást, depressziót és más súlyos zavarokat okozhat (alvászavar, étvágytalanság, személyiségzavar). Fogyasztása szenvedéllyé válhat, és függőség is kialakul.
A levelek kalciumban, vasban és vitaminokban gazdagok. A 19. század második felétől a kokacserje kivonatát italokban használták frissítőszerként. A 20. századtól a stimuláló alkaloidokat a feldolgozás során kivonják belőle, vagy szintetikus ízanyagokat használnak. A levélből kivont kokain kábítószer.